# Christensenia aesculifolia
Christensenia aesculifolia är en kärlväxtart som först beskrevs av Carl Ludwig von Blume, och fick sitt nu gällande namn av William Ralph Maxon. Christensenia aesculifolia ingår i släktet Christensenia och familjen Marattiaceae. Inga underarter finns listade i Catalogue of Life.